# Minamoa
minamoa（ミナモア）は、広島県広島市南区の西日本旅客鉄道（JR西日本）広島駅南口駅ビルである。JR西日本グループの中国SC開発が運営する。2025年3月24日に開業した。

## 概要
広島市が2014年に策定した「広島駅南口広場の再整備等に係る基本方針」に基づき、広島駅の交通結節機能の再編・拡充に合わせて行われた広島駅ビルの建て替えに伴い、それまでの駅ビル内商業施設「ひろしま駅ビル ASSE」に替わって新駅ビル内に整備された商業施設である。
2019年にJR西日本が2025年春開業を予定とする新駅ビルの建設計画を公表し、2020年3月31日にASSEが閉館。2021年6月に旧駅ビルの解体が完了し、新駅ビルの建設が開始された。
2024年5月23日、新駅ビルの名称を「minamoa」とすることを公表。同年9月27日には、開業日を3月24日とすることと出店予定店舗のうち185店舗を公表した。
2025年2月3日、工事によって中央改札口横の階段が一部閉鎖することに伴う混雑緩和処置として、平日朝限定で駅ビルに直結する「ミナモア改札」と駅ビル内の一部の通路の供用を開始した。また、2月8日には開業に先立ち3月21日、22日にプレオープンが行われることが発表された。

## 沿革
- 2019年（平成31年）3月15日 - JR西日本が広島駅ビル建て替えの基本計画を公表[2]。
- 2024年（令和6年）5月23日 - 新駅ビルの名称を「minamoa」とすることを公表[5]。
- 2025年（令和6年）
  - 2月3日 - 駅ビル直結改札「ミナモア改札」の先行供用開始（平日朝のみ）[9]
  - 3月24日 - グランドオープン
  - 8月3日 - 広島電鉄広島駅電停が minamoa 2階（南北自由通路南端）に移転

## 構造
新駅ビルは建築面積約14,000平方メートル、延床面積約111,000平方メートルと従前に比べて大幅に規模が拡大する。
2階の中央に広島電鉄広島駅停留所が移設され（2025年8月3日供用開始）、停留所周辺の2階から5階の一部が吹き抜けの「中央アトリウム空間」となることもあり、建築物としては西側の高層棟（地上20階・地下1階）と東側の低層棟（地上9階）の2棟を4階から6階で一体的につなぐ構造となっている。また、2階のペデストリアンデッキを通じて西隣の広島JPビルディング及び東隣のEKICITY HIROSHIMAと直結するほか、1階の南半分は広島駅（南口）バスのりばとタクシーエリアが占める形となる。
西棟は7階から上にジェイアール西日本ホテル開発の運営する「ホテルグランヴィア広島サウスゲート」が入居し、東棟は7階・8階に松竹マルチプレックスシアターズの運営するシネマコンプレックス「MOVIX広島駅」（9スクリーン・1,387席）が入居、9階（屋上）がフットサルコートを備える「ソラモア広場」とポケットモンスターの世界観を楽しめる「ギャラドスひろば」となり、地下1階から地上6階までが商業施設群となる。
地下1階にあったスーパーマーケット「ユアーズ」は同社の高級業態「アバンセ」にリブランドして2階に再出店するほか、1階の土産物店も多くが再出店するなど、ASSEに入居していた店舗の一部がminamoaに再入居する。一方、ASSE2階にあったお好み焼き店などの飲食店群は再入居せず（多くがASSE閉館時にekieに移転）、2階西に軽食を提供する飲食店が入居する。
なお、新幹線口の商業施設「ekie」の2階南側のエリア「ekieザッカマルシェ」はminamoa開業に合わせてminamoaの2F北エリアとなる。

### 館内
- 9階 - ソラモア広場
- 7階 - ホテル・シネマ・ウッドデッキ広場
- 6階 - レストラン（minamoa DINING）
- 5階 - ライフスタイル・ホビー・ファッション
- 4階 - ファッション
- 3階 - ライフスタイル・ファッション
- 2階北 - コスメ・ザッカ
- 2階東 - コスメ・ザッカ
- 2階西 - フード・スイーツ
- 1階 - おみやげ・レストラン
- B1階 - ドラッグストア